# Pearls to Pigs

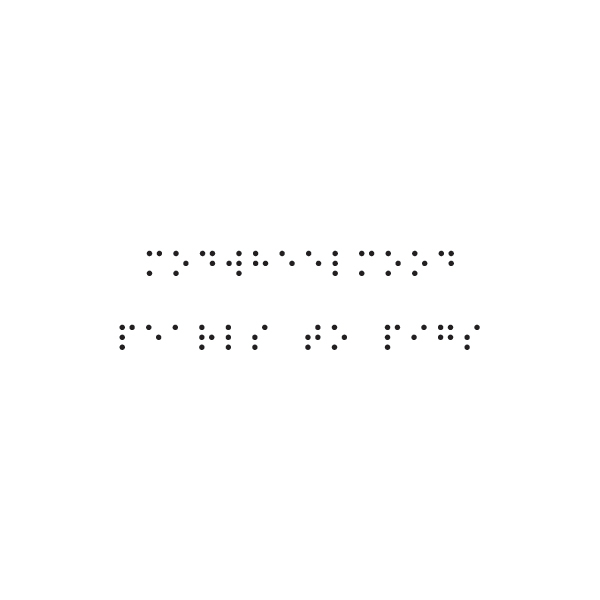
Copertina dell'album

Pearls to Pigs è un LP e la settima uscita della rock band elettronica-alternativa Modwheelmood. L'LP è stato pubblicato come un conglomerato dei primi tre EP di Pearls to Pigs con una nuova traccia, "Happily Delayed", il 2 giugno 2009 al primo spettacolo del tour della West Coast a Scottsdale, in Arizona. L'album è stato pubblicato digitalmente nel giugno 2009.
La copertina dell'album è il nome della band e dell'album scritto in braille.

## Tracce
1. Problem Me – 4:23
2. MHz – 4:45
3. Forli' – 1:28
4. Bellevue Ave – 4:23
5. Too Late – 3:22
6. Crumble – 4:08
7. Sunday Morning – 3:32
8. If I Was You – 4:03
9. Domenica Pomeriggio – 1:09
10. Scene – 3:17
11. Your Place – 0:23
12. Happily Delayed – 4:20
13. Lie – 3:41
14. Thursday – 4:16
15. Madrid-Changes – 2:40
16. Scared of Everyone – 5:56